# Ядерна бомба Mark 5

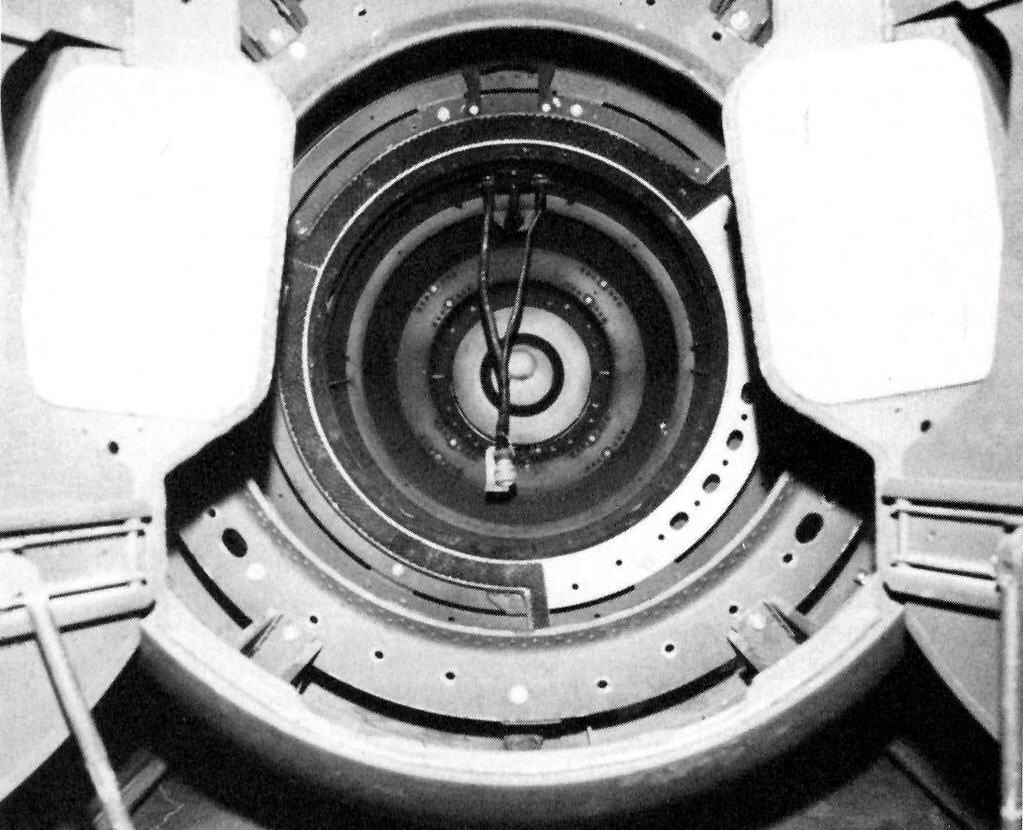
Вид на носову частину Mark 5, куди буде вставлено яму та кінцевий сегмент заряду вибухової речовини.

Ядерна бомба Mark 5 і ядерна боєголовка W5 — загальна розробка американської ядерної зброї, розробленої на початку 1950-х років яка використовувалися з 1952 по 1963 рік.

## Опис
Конструкція Mark 5 була першою серійною американською ядерною зброєю, діаметр якої становив 990 мм був значно меншим, ніж 1,520 мм діаметр системи імплозії конструкції ядерної бомби Товстун 1945 року. Конструкція Mark 5 використовувала 92-точкову систему імплозії та композитний уран/плутонієвий розщеплюваний матеріал або ядро.
Ядро Mark 5 і боєголовка W5 були 990 мм в діаметрі і 1,930 мм довжини; загальна бомба Mark 5 мала діаметр 1,120 мм і становила 3,280-3,350 мм завдовжки. Різні версії Mark 5 важили 1,375-1,440 мм; версії W5 важили 1,091-1,202 кг.
Mark 5 і W5 були чистою зброєю ділення. Було використано принаймні чотири основні моделі конструкції активної зони, а також повідомлялося про підваріанти з потужністю 6, 16, 55, 60, 100 і 120 кілотонн.

## Історія
Mark 5 був на озброєнні з 1952 по 1963 рік. W5 використовувався з 1954 по 1963 роки. Приблизно 72 одиниці зброї Mark 5 було поставлено для доставки бомбардувальниками Королівських ВПС, але під контролем США, під егідою Проекту Е.
Mark 5 використовув як основу тригер поділу, використаний у Айві Майк :66перший в історії термоядерний пристрій.